# Floreni, Anenii Noi
Floreni (până la 23 ianuarie 1965 Broasca) este un sat din raionul Anenii Noi, Republica Moldova.

## Demografie
<div class="transborder" style="position:absolute;width:100px;line-height:0;
Structură etnică
     moldoveni/români (90,39%)
     ucraineni (3,74%)
     ruși (4,74%)
     găgăuzi (0,19%)
     bulgari (0,51%)
     țigani (0,05%)
     alte etnii / nedeclarată (0,38%)
Conform datelor recensământului din 2004, populația localității este de 3.713 locuitori, dintre care 1.800 (48,48%) bărbați și 1.913 (51,52%) femei. Structura etnică a populației în cadrul localității arată astfel:
- moldoveni/români — 3.356;
- ucraineni — 139;
- ruși — 176;
- găgăuzi — 7;
- bulgari — 19;
- țigani — 2;
- altele / nedeclarată — 14.

## Administrație și politică
Componența Consiliului local Floreni (13 consilieri), ales la 5 noiembrie 2023, este următoarea:
|  | Partid                                       | Consilieri | Componență | Componență | Componență | Componență | Componență | Componență |
|  | -------------------------------------------- | ---------- | ---------- | ---------- | ---------- | ---------- | ---------- | ---------- |
|  | Partidul Liberal Democrat din Moldova        | 6          |            |            |            |            |            |            |
|  | Partidul Acțiune și Solidaritate             | 4          |            |            |            |            |            |            |
|  | Mișcarea „Respect Moldova”                   | 2          |            |            |            |            |            |            |
|  | Partidul Socialiștilor din Republica Moldova | 1          |            |            |            |            |            |            |